# Euphorbe des marais
Euphorbia palustris
Espèce
Statut de conservation UICN

 LC  : Préoccupation mineure
Synonymes
- Euphorbia brachiata Jan[1]
- Euphorbia palustris var. angustifolia Pers.[1]
- Euphorbia sauliana Boreau ex Boiss.[1] [2]
- Galarhoeus palustris (L.) Haw.[1]
- Tithymalus fruticosus Gilib.[1]
- Tithymalus palustris (L.) Garsault[1]
- Tithymalus palustris (L.) Hill[3]

L'euphorbe des marais (Euphorbia palustris) est une espèce de plantes de la famille des Euphorbiacées poussant en Europe.

## Répartition
Cette espèce est présente aux Pays-Bas, en Belgique, en France, en Espagne, en Allemagne, en Norvège, en Suède, en Finlande et en Turquie.

## Protection
La plante est protégée en Franche-Comté.